# Touville

Touville este o comună în departamentul Eure, Franța. În 1 ianuarie 2018 avea o populație de 182 de locuitori.